# 라벤더의 연인들
라벤더의 연인들(Ladies In Lavender)은 영국에서 제작된 찰스 댄스 감독의 2004년 드라마, 멜로/로맨스 영화이다. 주디 덴치 등이 주연으로 출연하였고 엘리자베스 칼슨 등이 제작에 참여하였다.

## 출연

### 주연
- 주디 덴치
- 매기 스미스
- 나타샤 맥켈혼
- 다니엘 브륄

### 조연
- 미리암 마고리스
- 데이비드 워너
- 토비 존스
- 조안나 딕켄스
- 레베카 헐버트
- 핀티 윌리엄스

## 제작진
- 미술: 캐롤라인 아메스
- 의상: 바바라 키드
- 배역: 사라 버드